# Ophiorrhiza pallida
Ophiorrhiza pallida är en måreväxtart som beskrevs av George Henry Kendrick Thwaites. Ophiorrhiza pallida ingår i släktet Ophiorrhiza och familjen måreväxter. Inga underarter finns listade i Catalogue of Life.